# Широких, Нелли Владимировна

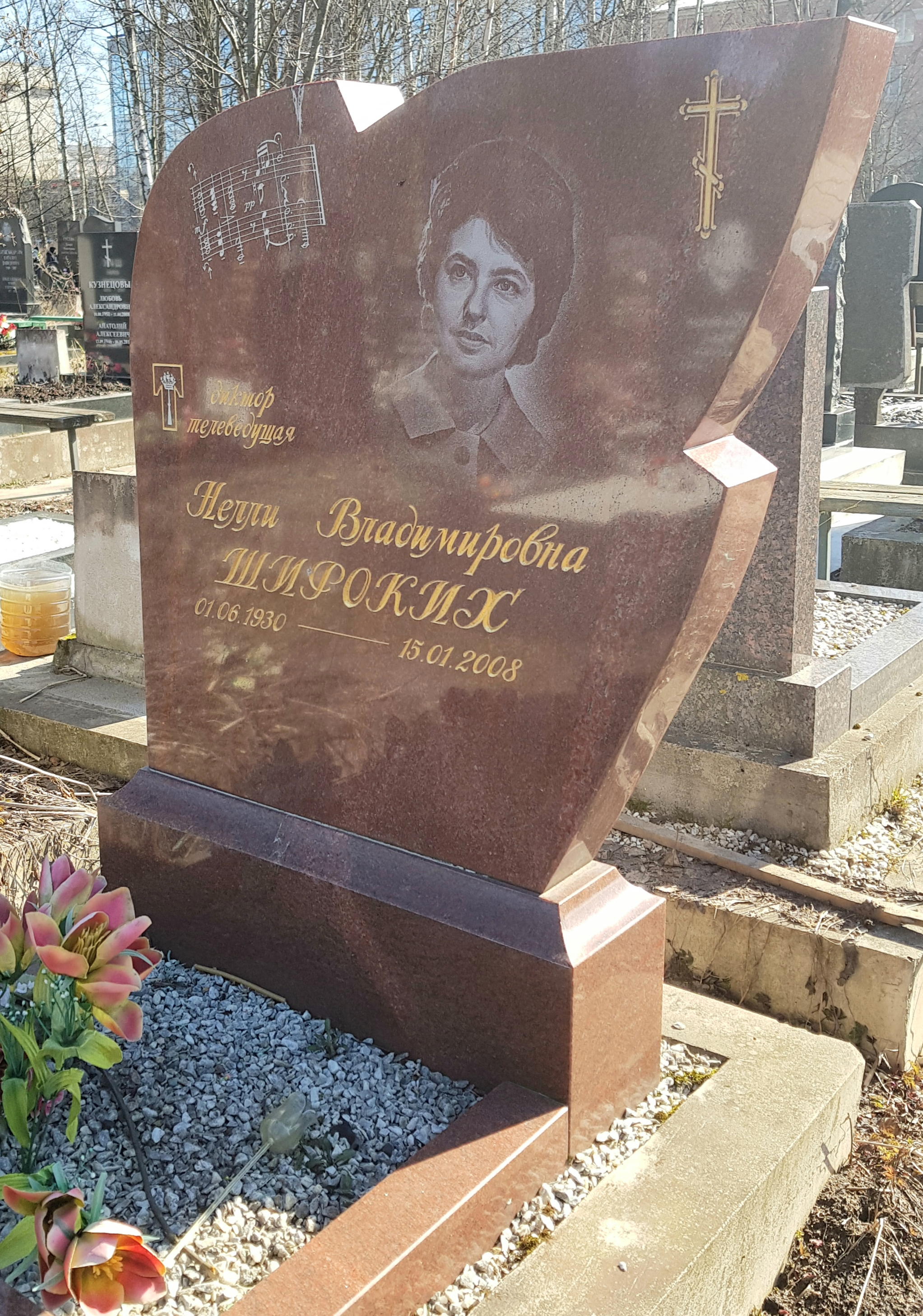
Широких Н. В., Смоленское православное кладбище, СПб

Не́лли Влади́мировна Широ́ких (1 июня 1930, Москва — 15 января 2008, Санкт-Петербург) — диктор и ведущая передач Ленинградского телевидения в 1955—1988 гг.

## Биография
Получила юридическое образование, но трудовую деятельность начала диктором на московском радио. В 1955 году пришла на Ленинградское телевидение, где проработала более 30 лет.
Она запомнилась телезрителям своей непринужденностью, убедительностью и удивительным обаянием. Широких вела передачи разных жанров — от «Последних известий» до репортажей с Дворцовой площади в дни государственных праздников. Она блестяще вела передачи по искусству и литературно-драматические передачи, такие как «В мире прекрасного», «Рампа», «Литературный Ленинград», «В Ленинграде на гастролях». А юные ленинградцы каждый вечер ожидали её появления на телеэкране в компании кукол Телевичка, Ляпы, Тяпы и Жакони. Также участвовала в передаче «Северок»
Её имя навсегда будет вписано в историю Ленинградского телевидения.
Нелли Владимировна Широких скоропостижно скончалась от сердечного приступа 15 января 2008 года на 78-м году жизни. Прощание с ней состоялось 18 января в Доме радио на Итальянской улице, 27. Отпевание прошло в Князь-Владимирском соборе. Похоронили Нелли Широких на Смоленском кладбище.
Мужем Нелли Широких был диктор Ленинградского телевидения и радио Ростислав Александрович Широких.

## Награды
- Медаль «Ветеран труда»